# Johnny Wilson (boxe anglaise)
Pour les articles homonymes, voir Johnny Wilson et Wilson.
Johnny Wilson, de son vrai nom Giovanni Francisco Panica, est un boxeur américain né le 23 mars 1893 à New York et mort le 8 décembre 1985 à Boston, Massachusetts.

## Carrière
Passé professionnel en 1912, il devient champion du monde des poids moyens en battant Mike O'Dowd aux points le 6 mai 1920 puis perd son titre également aux points lors de sa 5e défense face à Harry Greb le 31 août 1923. Wilson met un terme à sa carrière en 1926 sur un bilan de 62 victoires, 29 défaites et 8 matchs nuls.